# Depeha
Depeha is een bestuurslaag in het regentschap Buleleng van de provincie Bali, Indonesië. Depeha telt 4698 inwoners (volkstelling 2010).